# 南港港城線
南港港城線（日语：／ Nankō pōtotaun sen */?）是一條連結日本大阪府大阪市住之江區宇宙廣場與住之江公園的旅客捷運系統路線，由大阪市高速電氣軌道經營。該線的正式名稱為大阪市中量軌道南港港城線，又暱稱新電車（ニュートラム；New Tram），是繼神戶新交通港灣人工島線之後，日本國內第二條自動導引捷運系統（AGT）路線。代表該路線的英文字母為「P」（源於路線英文名Port Town的字首「P」），於1981年（昭和56年）3月16日部分路段通車，以蔚藍色（cerulean blue）作為代表顏色。

## 簡介
南港港城線在建設時原為兩家不同業者所經營的兩條捷運路線，分別是1981年時通車大阪市營地下鐵的中埠頭－住之江公園間路段，與1997年時通車、由大阪港交通系統（Osaka-port Transport System，常縮寫為OTS）所經營的宇宙廣場至中埠頭間路段。其中，由OTS所經營的路段原名新電車科技港線（ニュートラムテクノポート線），其正式名稱是南港、港區聯絡線（南港・港区連絡線）。
然而，新電車科技港線在通車之後利用率低迷，OTS在2005年2月時提出欲將旗下鐵路相關業務廢除的提案，最後由大阪市交通局出面將新電車科技港線整併成為南港港城線的一部份。其中，宇宙廣場至貿易中心前之間的路線仍由OTS以第三種鐵道事業者身份保有、由大阪市交通局第二種鐵道事業者以方式經營，除此之外包括貿易中心－中埠頭之間的路線與所有的相關設施、車輛，全都由OTS讓渡給大阪市交通局，於同年的7月1日起，統一以南港港城線的名稱全線營運。2018年4月1日，大阪市交通局民營化為大阪市高速電氣軌道，南港港城線由後者接續經營。

## 路線資料
- 管轄、路線距離（營業距離）：全長 7.9 km
  - 大阪市高速電氣軌道（第二種鐵道事業）、大阪港交通系統（日语：大阪港トランスポートシステム）（第三種鐵道事業）
    - 宇宙廣場站－貿易中心前站間 0.6 km

  - 大阪市高速電氣軌道（軌道事業（日语：軌道 (鉄道)））
    - 貿易中心前站－中埠頭站間 0.7 km
    - 渡輪碼頭站－住之江公園站間 3.9 km

  - 大阪市高速電氣軌道（第一種鐵道事業）
    - 中埠頭站－渡輪碼頭站間 2.7 km
- 導引軌條：側方向導引式
- 站數：10個（包括首末站）
- 複線路段：全線
- 供電方式：三相交流電 600 V、60 Hz（側方接觸式、三線剛體架線方式）
- 月台有效長：50 m
- 最大停車車輛數：6輛（現在以4輛運行）
- 混雜率（往宇宙廣場方向）：74%（2009年度：住之江公園站→平林站間）
- 混雜率（往住之江公園方向）：72%（2009年度：宇宙廣場站→貿易中心前站間）

## 列车

### 现役列车

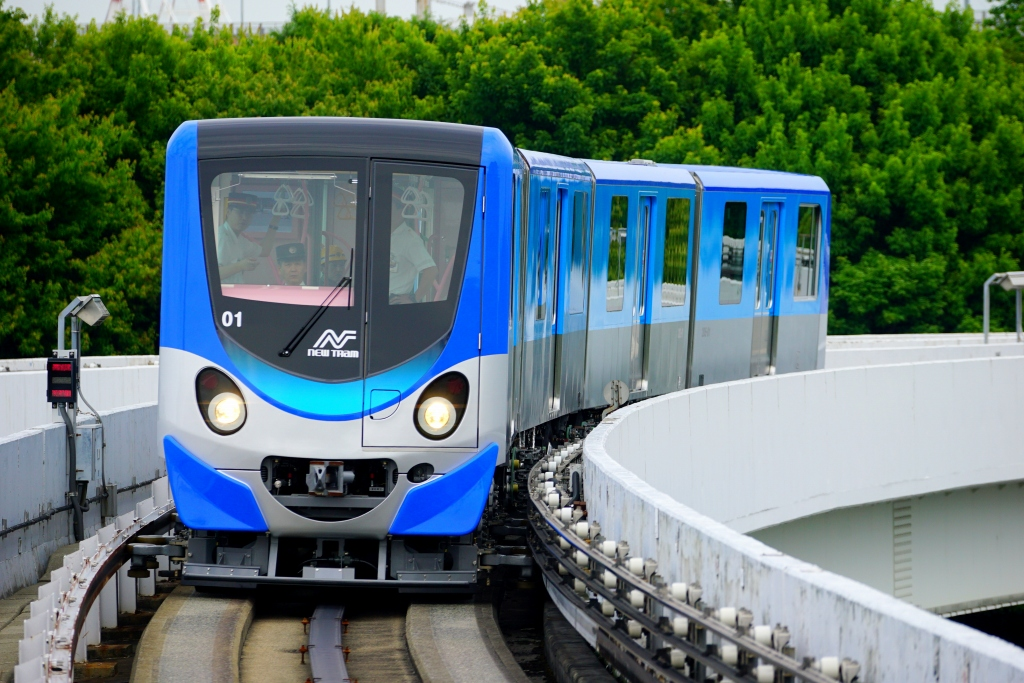
200系

- 200系

### 退役列车
- 100A系（日语：大阪市交通局100系電車） - 最后第23号列车与2019年3月22日正式退役。
- 100系（日语：大阪市交通局100系電車）

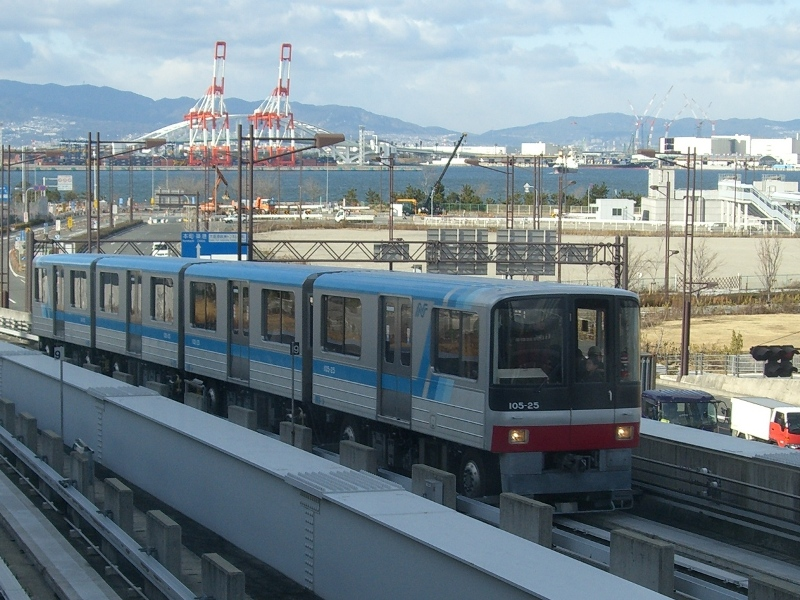
100A系

## 歷史
- 1981年3月18日：中埠頭站至住之江公園站開業。
- 1991年10月20日：開始無人駕駛。
- 1997年12月18日：中埠頭站至宇宙廣場站開業。

## 車站列表
所有車站都位於大阪市住之江區。
| 車站編號 | 中文站名   | 日文站名 | 英文站名 | 站間距離 | 營業距離 | 接續路線                           |
| -------- | ---------- | -------- | -------- | -------- | -------- | ---------------------------------- |
| P09      | 宇宙廣場   |          |          | -        | 0.0      | 大阪市高速電氣軌道： 中央線（C10） |
| P10      | 貿易中心前 |          |          | 0.6      | 0.6      |                                    |
| P11      | 中埠頭     |          |          | 0.7      | 1.3      |                                    |
| P12      | 港城西     |          |          | 0.7      | 2.0      |                                    |
| P13      | 港城東     |          |          | 0.5      | 2.5      |                                    |
| P14      | 渡船大樓   |          |          | 1.5      | 4.0      |                                    |
| P15      | 南港東     |          |          | 0.8      | 4.8      |                                    |
| P16      | 南港口     |          |          | 0.6      | 5.4      |                                    |
| P17      | 平林       |          |          | 1.3      | 6.7      |                                    |
| P18      | 住之江公園 |          |          | 1.2      | 7.9      | 大阪市高速電氣軌道： 四橋線（Y21） |

## 外部連結
- Osaka Metro｜南港港城線